# جورج ماير (كاتب)
جورج ماير (بالإنجليزية: George Meyer)‏ (و. 1957 – م) هو كاتب، وكاتب سيناريو، من الولايات المتحدة الأمريكية، ولد في بنسيلفانيا.

## التعليم
تعلم في جامعة هارفارد.

## جوائز
حصل على جوائز منها:
- جائزة إيمي.

## وصلات خارجية
- جورج ماير على موقع IMDb (الإنجليزية)
- جورج ماير على موقع أول موفي (الإنجليزية)
- جورج ماير على موقع قاعدة بيانات الأفلام السويدية (السويدية)
- جورج ماير على موقع ديسكوغز (الإنجليزية)
- جورج ماير على موقع قاعدة بيانات الفيلم (الإنجليزية)
- جورج ماير على موقع كينوبويسك (الروسية)